# Vladimir de Bock
Pour les articles homonymes, voir Bock (homonymie).
Wladimir Gueorguievitch Bok ou Vladimir de Bock (en russe : Владимир Георгиевич Бок, en translittération scientifique Vladimir Georgievič Bok), né le 9 août 1850 dans l'ouïezd de Khvalynsk (gouvernement de Saratov) et mort le 16 mai 1899 à Berlin, est un archéologue, égyptologue et coptologue de l'Empire russe, d'origine allemande de la Baltique.

## Biographie
Wladimir de Bock appartient à la famille Bock a.d.H. Lachmes de la noblesse allemande de la Baltique. Il étudie les sciences naturelles à l'université impériale de Saint-Pétersbourg. Il est nommé plus tard conseiller d'État effectif à la table des Rangs. En 1886, il devient conservateur de l'art médiéval et de la Renaissance au musée de l'Ermitage de Saint-Pétersbourg où il rassemble une collection d'art copte antique. Il est également conservateur au musée de la Société archéologique russe.
Il se rend deux fois en Égypte, à une époque où l'on se passionne pour l'art copte, à la suite d'Albert Gayet. Il doit recueillir des pièces et objets pour les musées russes et y étudier les monuments coptes. Son premier voyage se passe en 1888-1889 en compagnie de l'égyptologue Vladimir Golenichtchev (1856–1947). Son second voyage est financé par lui en 1897-98. Il exécute des dessins, photographie et décrit la nécropole copte de Nagada, ainsi que celles de Samaina et d'Al-Bagawat (Al-Kharga), de même que les monuments d'Akhmîm, Assiout, Athribis, Deir el-Khadad, Esna, Sohag (le Monastère Blanc et le Monastère Rouge). Il exécute aussi les dessins de toutes les stèles coptes réunies aux musées de Gizeh et d'Alexandrie.

## Œuvre
Bock rassemble quantités d'objets d'art, comme des sculptures, pierres tombales, objets de métal, en os, en verre ou en céramique, ainsi que des papyri, des étiquettes de momies qui forment aujourd'hui la base de la collection d'art copte au Musée de l'Ermitage de Saint-Pétersbourg. Sans avoir reçu de formation universitaire dans ce domaine, il apprend par lui-même et se spécialise en recherches concernant l'art et l'artisanat coptes, en leur reconnaissant une place unique. Il présente ses recherches pour la première fois au VIIIe congrès archéologique international de 1890 qui se tient à Moscou, au cours d'une exposition. Bock est le pionnier en Russie dans le domaine de l'art et de la culture coptes.
Il publie ses observations et ses études dans les Notes de la Société impériale d'archéologie. Son œuvre maîtresse, Matériaux pour servir à l'archéologie de l'Égypte chrétienne, en édition bilingue russe-français est éditée de façon posthume en 1901. Il insiste notamment sur les monuments d'Al-Kharga et de Sohag.

## Publications
- V.G. Bok, « À propos de l'art copte », in Actes du VIIIe congrès archéologique de Moscou en 1890, vol. 3, Moscou, 1897, p. 218–245.
- В[ладимир] Г. Бокъ (Vladimir Georgievīč Bok) = W. de Bock, Матеріалы по археологіи христіанскаго Египта: посмертное изданіе (Materīaly po archeologīi christīanskago Egipta: posmertnoe izdanīe) = Matériaux pour servir à l’archéologie de l’Égypte chrétienne : édition posthume, Saint-Pétersbourg, imprimerie Eugène Thiele succ., 1901 (bilingue : russe et français).